# Pterogobius virgo
Pterogobius virgo é uma espécie de peixe da família Gobiidae e da ordem Perciformes.

## Habitat
É um peixe marítimo, de clima temperado e demersal.

## Distribuição geográfica
É encontrado no Japão e na Península da Coreia.

## Observações
É inofensivo para os humanos.